# Hervé Faye
Hervé Auguste Étienne Albans Faye (Saint-Benoît-du-Sault, 3 ottobre 1814 – Parigi, 4 luglio 1902) è stato un astronomo francese.
Studiò all'École polytechnique, che lasciò prima di completare i suoi studi nel 1834, per accettare un impiego presso l'Osservatorio di Parigi, su segnalazione di François Arago.
Si interessò allo studio delle comete e il 25 novembre 1843 scoprì la cometa che porta il suo nome, la 4P/Faye. Per tale scoperta ricevette il prix Lalande nel 1844.
Nel 1847 divenne membro dell'Académie des sciences e dall'anno seguente insegnò geodesia presso l'École polytechnique. Dal 1854 fu rettore dell'Accademia di Nancy, dove tenne il corso di astronomia.
Nel 1877 fu Ministro della pubblica istruzione nel governo di Gaëtan de Rochebouët, carica che tenne solo per pochi giorni (dal 23 novembre al 13 dicembre).
I suoi interessi scientifici spaziarono nell'intero campo dell'astronomia: si interessò alla fisica del Sole, alle comete periodiche ed alla loro determinazione orbitale; effettuò misure di parallasse stellare e si interessò al moto di stelle e pianeti. Avanzò teorie originali sulla natura e la forma delle comete, delle meteore, sulle aurore polari e sul Sole.
È sepolto al Cimitero di Passy.

## Pubblicazioni
In collaborazione con Charles Galusky tradusse in francese: Kosmos (quattro volumi, 1846-59) di Humboldt, e, in aggiunta a numerosi articoli in periodici scientifici, redasse i seguenti importanti lavori:
- Sur les déclinaisons absolues (1850)
- Leç de cosmographie (1852; seconda edizione, 1854)
- Sur les cyclones solaires (1873)
- Cours d'astronomie de l'Ecole Polytechnique (due volumi, 1881-83)
- Sur l'origine du monde. Théories cosmogoniques des anciens et des modernes (1884; terza edizione, estesa 1895)
- Nouvelle étude sur les tempêtes, cyclones, trombes, ou tornadoes (1897)